# Okręgowe rozgrywki w piłce nożnej woj. warmińsko-mazurskiego (2002/2003)

## I, II i III liga
Drużyny z województwa warmińsko-mazurskiego występujące w ligach centralnych i makroregionalnych:
- I liga – brak
- II liga – Stomil Olsztyn
- III liga – Polonia Olimpia Elbląg

## IV liga
| Poz. | Klub                         | M  | Pkt. | Bramki |
| ---- | ---------------------------- | -- | ---- | ------ |
| 1    | Drwęca Nowe Miasto Lubawskie | 34 | 76   | 85-20  |
| 2    | Sokół Ostróda                | 34 | 67   | 47-26  |
| 3    | Jeziorak Iława               | 34 | 63   | 80-35  |
| 4    | Warmia i Mazury Olsztyn      | 34 | 55   | 63-44  |
| 5    | Polonia Pasłęk               | 34 | 54   | 44-29  |
| 6    | Błękitni Orneta              | 34 | 52   | 60-63  |
| 7    | Czarni Małdyty               | 34 | 51   | 54-47  |
| 8    | Orlęta Reszel                | 34 | 49   | 61-52  |
| 9    | Granica Kętrzyn              | 34 | 46   | 64-58  |
| 10   | Tęcza Biskupiec              | 34 | 44   | 57-60  |
| 11   | Mrągowia Mrągowo             | 34 | 41   | 45-66  |
| 12   | Płomień Znicz Biała Piska    | 34 | 41   | 42-62  |
| 13   | Polonia Lidzbark Warmiński   | 34 | 40   | 47-69  |
| 14   | Mazur Ełk                    | 34 | 40   | 47-67  |
| 15   | Motor Lubawa                 | 34 | 40   | 37-53  |
| 16   | Start Działdowo              | 34 | 39   | 44-56  |
| 17   | Olimpia Olsztynek            | 34 | 35   | 38-71  |
| 18   | Start Nidzica                | 34 | 24   | 40-77  |

- Czarni Małdyty w następnym sezonie zgłosili się do klasy A

## Klasa okręgowa

### grupa I
- awans: MKS Korsze, Warmia Olsztyn
- spadek: Reduta Bisztynek

### grupa II
- awans: Huragan Morąg, Ewingi Zalewo
- spadek: Zalew Frombork

## Klasa A

### grupa I
- awans: Płomień Ełk
- spadek: Druglin Różyńsk

### grupa II
- awans: Zatoka Braniewo
- spadek: brak

### grupa III
- awans: Tęcza Miłomłyn
- spadek: Błękitni Stary Olsztyn

### grupa IV
- awans: Czarni Rudzienice
- spadek: brak

## Klasa B

### grupa I
- awans: Orzeł Stare Juchy

### grupa II
- awans: Antares Zajezierze

### grupa III
- awans: Ossa Biskupiec Pomorski

### grupa IV
- awans: Gryf Platyny

### grupa V
- awans: Liwa Miłomłyn

### grupa VI
- awans: SRWSiO Słupy

## Wycofania z rozgrywek
Fala Warpuny, Warmiak Lipowo, Waplewianka Waplewo, Płomień Turznica, Błękitni II Orneta

## Nowe zespoły
Pojezierze Prostki, Omet Srokowo, Orzeł Olsztyn, Rezerwat Karaś, Kormoran Purda, OSP Łabędnik, Mazur Świętajno, KS Grunwald, Sprint Gródki, Drwęca II Samborowo, OHI Frednowy, Fortuna Wygryny, Liwa Miłomłyn, SRWSiO Słupy